# Омдурман
Омдурман, среща се и като Ум Дурман, е най-големият град по население в Судан. Омдурман е с над 3 милиона жители (2007 г.) Намира се на западния бряг на река Нил срещу столицата Хартум. Разположен е на 178 метра надморска височина.